# Suvorovo
Suvorovo (en búlgaro: Суворово) es una ciudad de Bulgaria en la provincia de Varna.

## Geografía
Se encuentra a una altitud de 174 m s. n. m. a 417 km de la capital nacional, Sofía.

## Demografía
Según estimación 2012 contaba con una población de 4 719 habitantes.
|         | 2004  | 2005  | 2006  | 2007  | 2008  | 2009  | 2010  |
| Mujeres | 2 302 | 2 308 | 2 323 | 2 322 | 2 352 | 2 389 | 2 394 |
| Varones | 2 227 | 2 221 | 2 222 | 2 233 | 2 266 | 2 334 | 2 351 |
| Total   | 4 529 | 4 529 | 4 545 | 4 555 | 4 618 | 4 723 | 4 745 |